# Anália Franco

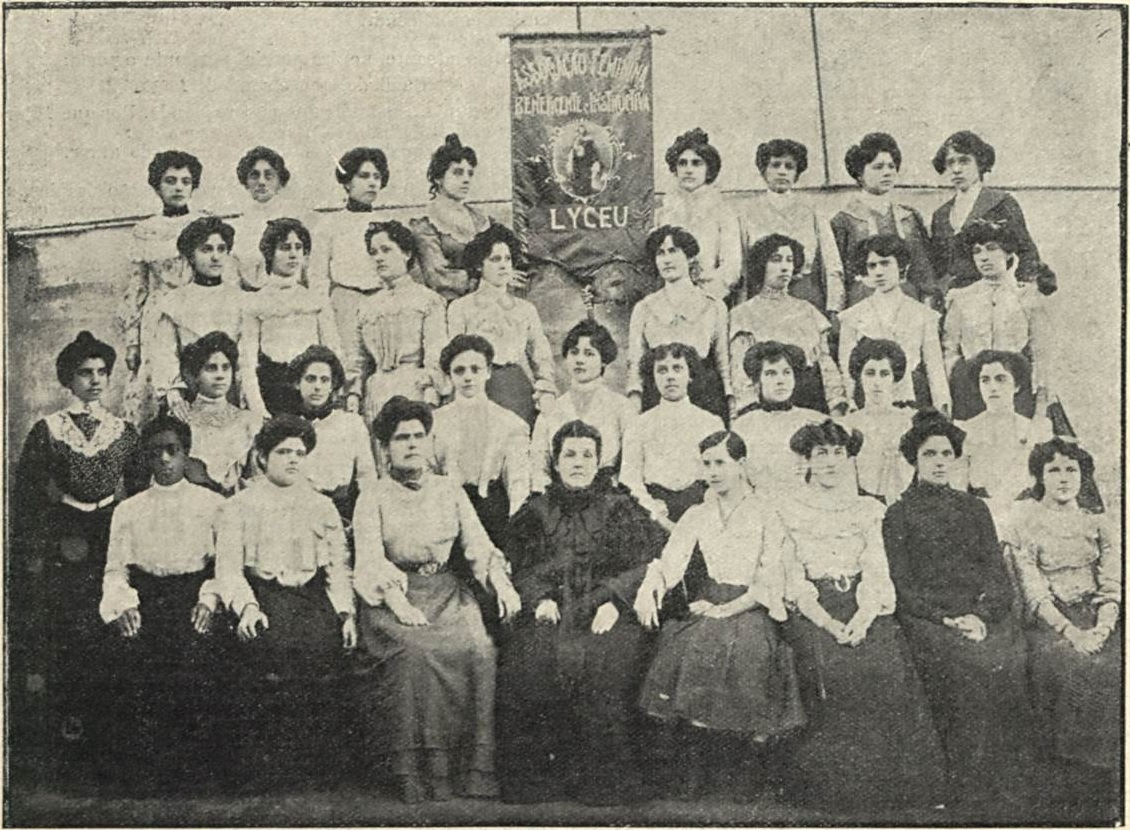
A professora Anália Franco (sentada ao centro da primeira fileira) junto às alunas e corpo docente do Liceu Feminino da Associação Feminina Beneficente e Instrutiva, São Paulo 1907.
Acervo Digital da Biblioteca Nacional.

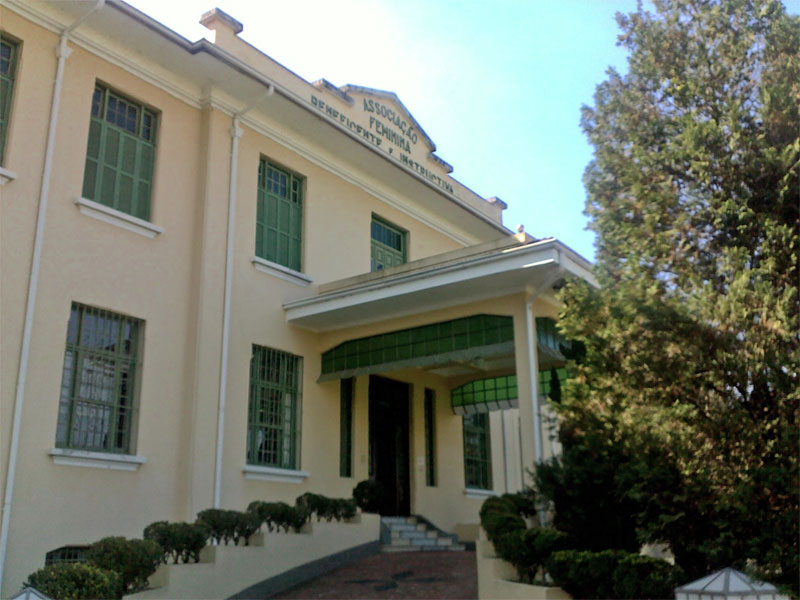
Associação Beneficente Feminina e Instructiva fundada por Anália Franco. Prédio tombado pelo Patrimônio Histórico da cidade de São Paulo.

Anália Emília Franco Bastos (Resende, 1 de fevereiro de 1853 — São Paulo, 20 de janeiro de 1919) foi professora, jornalista, poetisa, escritora e filantropa brasileira.
Durante seus 62 anos de vida foi responsável por fundar mais de setenta escolas, 23 asilos para crianças órfãs, dois albergues, uma colônia regeneradora para mulheres, uma banda musical feminina, uma orquestra, um grupo dramático, além de diversas oficinas para manufatura em 24 cidades do interior e da capital.
Na cidade de São Paulo, onde morou definitivamente a partir de 1898, também fundou uma importante instituição de auxílio às mulheres, a Associação Feminina Beneficente e Instrutiva, em 1901, que teve seu prédio tombado pelo Patrimônio Histórico da Cidade de São Paulo. Mais tarde, em sua homenagem foi nomeado um bairro da zona leste de São Paulo, o Jardim Anália Franco.
Além do seu trabalho social, também possuía uma extensa lista de produções literárias, como o livro "O Novo Manual Educativo", sobre o processo pedagógico; três romances: "A Égide Materna", "A Filha do Artista" e "A Filha Adotiva"; numerosas peças teatrais; e várias poesias, como "Hino a Deus", "Hino a Ana Nery"; "Hino a Jesus"; "Minha Terra" e outros.
Em 1919, foi vítima da gripe espanhola de 1918, que se espalhou durante a Primeira Guerra Mundial e chegou ao Brasil em meados de agosto daquele ano, e veio a falecer enquanto se preparava para viajar ao Rio de Janeiro para a criação de mais uma instituição, o Asilo Anália Franco, materializado depois de sua morte por seu marido, Francisco Antônio Bastos, com quem se casou em 1906.

## Biografia
Em 1853 nasceu Anália Emília Franco, em uma família católica. Filha do paulista Antônio Mariano Franco Junior e da pernambucana Teresa Emília de Jesus, ela era a irmã mais velha do casal, tendo como irmãos: Antônio Mariano Franco e Ambrosina Franco.
Até completar oito anos de idade, morou em Resende, no Rio de Janeiro, cidade onde nasceu, e foi educada por sua mãe, que era professora. No ano de 1861, mudou-se para o Estado de São Paulo com sua família, morando em diversas cidades, principalmente do interior, antes de fixar-se de vez na capital paulista, o que aconteceu apenas em 1898.
Em 1868, aos 15 anos, iniciou o magistério e, mais tarde, recebeu permissão para ser professora primária. Na época, trabalhava como auxiliar de sua mãe, que também se dedicava a essa profissão.
Em 1872, foi aprovada em um concurso de Câmara na capital, mas preferiu ficar no interior. Essa decisão deu-se principalmente porque, no lugar, optou por abraçar uma causa social e compadecer-se de um problema que cresceu por conta da Lei do Ventre Livre, aprovada em 28 de setembro de 1871. Com essa lei, tornavam-se livres todos os filhos de mulheres escravas nascidos a partir daquele ano, mas estes ficariam sob o domínio dos senhores de suas mães até os oito anos completos — o que resultava em abusos e descaso por parte dos fazendeiros, que não tinham interesse em cuidar dessas crianças por não terem nenhum retorno financeiro com isso.
Diante dessa situação, Anália mobilizou-se e assumiu a causa desses desamparados, que eram expulsos das fazendas logo cedo e, muitas vezes, tornavam-se mendigos. Assim, ela usava seu talento de escritora para redigir cartas para as mulheres fazendeiras, pedindo para que amparassem essas crianças abandonadas e necessitadas. Ao mesmo tempo, também criava um local para acolhê-las, a Casa Maternal.
Mais tarde, ela foi expulsa do local onde foi instalada essa Casa e decidiu ir para a cidade de São Paulo, onde criou outra escola pública e abrigo para crianças e deu início ao seu legado, conseguindo implantar mais dessas instituições pelo estado com o apoio do grupo de abolicionistas e republicanos.
Em 1888 e 1889, com o decreto da abolição da escravatura e a proclamação da República no Brasil, o trabalho de Anália avançou ainda mais e ela conseguiu construir dois colégios gratuitos para meninos e meninas. No mesmo ano, ela ainda criou uma revista própria, o "Álbum das Meninas" — após já ter feito contribuições a revistas femininas, como "A Família", "A Mensageira" e "O Eco das Damas" —  e foi também nesta época que fixou-se na capital paulista, passando a morar lá definitivamente.
Em 1901, fundou a Associação Feminina Beneficente e Instrutiva, de apoio às mulheres e crianças, que levou até o final de sua vida, em 1919. Contou com o apoio de vinte senhoras e inaugurou-o no dia 17 de novembro daquele ano. Com esse projeto, construiu ainda mais escolas maternais e primárias e criou o Albergue Diurno para os Filhos de Mães Jornaleiras, um dos braços da AFBI, além de creches, bibliotecas, escolas noturnas, oficinas profissionalizantes, asilos, liceus, abrigos, centros de atendimento médico e oficinas.
Em 1902, inaugurou o Liceu Feminino, destinado a instruir e preparar professoras para a direção e a educação em suas escolas. Durante os cursos, publicou inúmeros livros, folhetos e tratados sobre a infância e o processo pedagógico, como O Novo Manual Educativo, que também tratava sobre a adolescência e juventude.
Em 1903, passou a publicar uma revista mensal, A Voz Maternal.
Em 1911, conseguiu adquirir, mesmo sem recursos financeiros, a Chácara Paraíso, 75 alqueires de terra que pertenciam ao padre Diogo Antônio Feijó, que se tornou regente do Império do Brasil de 1835 a 1837. Nesse espaço, fundou a Colônia Regeneradora D. Romualdo, com o objetivo de regenerar centenas de mulheres consideradas "desviadas", como prostitutas ou que engravidavam "fora das convenções", por exemplo.

## A expulsão da Casa Maternal
O local onde foi instalada a Casa Maternal, a primeira escola pública criada por Anália Franco, foi oferecido por uma das fazendeiras a quem ela escrevia cartas pedindo ajuda pelas crianças, filhas de escravas, que estavam desamparadas. A casa ficava em Jacareí, no norte do estado de São Paulo, e tinha sido cedida gratuitamente pela proprietária, mas sob uma condição: "não misturar negros e brancos". Anália não aceitou a proposta e recusou a oferta, passando, portanto, a pagar um aluguel pela casa e recebendo qualquer criança nela, sem segregação ou distinção racial. Mesmo recebendo um pagamento por sua residência, a fazendeira não gostou da ousadia da professora e alegou que o local estava sendo transformado em um albergue. Recorrendo ao prestígio de seu marido, um coronel respeitado, a mulher conseguiu a remoção de Anália de lá.

Diante da situação, a professora resolveu ir para a cidade de São Paulo, onde alugou uma velha casa com seu próprio dinheiro e anunciou no Jornal Locall a existência do abrigo. A despesa custou a metade de seu salário, não sobrando o suficiente para a alimentação das crianças. Sendo assim, não hesitou em ir pessoalmente pedir esmolas nas ruas.
"O comportamento, insólito para a época, de uma professora espírita proteger negros, filhos de escravos, pedir esmolas pelas ruas em pleno regime monarquista, católico e escravocrata, gera um clima de antipatia e rejeição entre os moradores da região ante a figura daquela mulher considerada perigosa, e seu afastamento da cidade já é cogitado, quando surge um grupo de abolicionista e republicano a seu favor"

## Importância social
Apesar de viver em um período que as mulheres tinham pouco espaço na vida pública e pouca voz diante da sociedade, Anália destacou-se por seu trabalho e sua intensa luta por seus ideais, que eram considerados contrários ao pensamento da época escravocrata e segregacionista em que vivia. No início, decidiu abraçar a causa abolicionista e dedicou grande parte da sua vida a atividades socioeducacionais voltadas às crianças, principalmente negras, filhas de escravas, abandonadas após a promulgação da Lei do Ventre Livre, em 1871. Mais tarde, estendeu seus projetos às mulheres trabalhadoras, pobres ou marginalizadas pela sociedade, aos órfãos e aos necessitados, até seu falecimento em 1919.
Anália foi de muita importância para a defesa da igualdade étnica, à educação livre e popular, à alfabetização, à mudança no sistema de ensino e ao combate do patriarcalismo por meio da profissionalização e da possibilidade de participação da mulher em âmbito social, elevando-a a uma posição de igualdade perante os homens e dando-lhe autonomia.
Em suas produções literárias, sempre ressaltava a importância da educação para todos como uma forma de progresso ao Brasil e da libertação da mulher, para torná-la independente, principalmente quanto ao papel de mãe e esposa imposto pela sociedade, além de sempre declarar suas convicções sociais e políticas diante dos assuntos da época.
Outro diferencial dos projetos sociais de Anália Franco é que ela sempre buscava capacitar os atendidos e não acomodá-los. Portanto, buscava de todas as formas a educação, o ensino profissional e o desenvolvimento da possibilidade de aprender, crescer e construir uma vida própria. Assim, eles eram inseridos na sociedade, de forma que pudessem também participar dela. Isso fazia com que não houvesse apenas a formação teórica dessas pessoas, mas também uma transformação da realidade destes.

## RevistaÁlbum das Meninas
Em 30 de abril de 1898, Anália Franco criou sua própria revista, intitulada "Álbum das Meninas", publicação mensal literária e educativa voltada às jovens brasileiras.
O periódico, que funcionou até meados de 1901, mesma data da criação da Associação Feminina Beneficente e Instrutiva, contava com matérias jornalísticas, poesias e literatura, com romances publicados em episódios, por exemplo. Grande parte do conteúdo era produzido pela própria Anália, que também recebia a ajuda de outras colaboradoras.
O diferencial dessa revista para a época era a preocupação com a mulher pobre, negra e/ou marginalizada, que não eram retratadas em outros títulos, como em "A Mensageira", por exemplo. Além disso, o "Álbum das Meninas" também incentivava muito a leitura, o que podia despertar novos talentos femininos.
Inclusive, em alguns exemplares, ela faz um apelo direto aos pais, dizendo o quão importante é que eles invistam na educação de suas filhas e no ciclo escolar completo para que elas aprendam mais do que apenas ler e escrever, além de pedir para que as pessoas apoiem o ensino público. Para deixar ainda mais convincente, cita exemplos internacionais que tiveram sucesso, como as creches na França.
Em sua última publicação, na edição número 24, Anália escreveu um texto, sob o título de "A Nossa Apatia Mental", em que falava sobre como gostaria de contribuir para a educação, alfabetização, profissionalização e literatura. Assim, o periódico foi visto como um ensaio para o AFBI e uma divulgação de seus futuros projetos.

## Religião
Anália Franco não atribuía caráter religioso em seus projetos, embora viesse de família católica e depois tenha se acreditado que ela seria espírita. A professora defendia a liberdade e a tolerância, já que recebia crianças e mulheres de todas as crenças em suas instituições.
Ainda assim, ela era perseguida por considerarem que ela fosse aliada ao espiritismo. Inclusive, jornais católicos da época não poupavam críticas ao seu trabalho, dizendo que era algo "perigoso para o sentimento religioso das crianças". Por outro lado, espíritas enalteciam seus projetos e ela ficou fortemente conhecida na comunidade por conta de sua caridade e amor ao próximo.